# أغمض عينيك (مسلسل)
أغمض عينيك هو مسلسل سوري درامي اجتماعي، من تأليف أحمد الملا ولؤي النوري، وإخراج مؤمن الملا. بُث أول مرة يوم الإثنين 1 رمضان 1445هـ الموافق 11 آذار 2024م.

## قصة المسلسل
يتناول المسلسل قصة الطفل جود، الذي يُشخَّص بطيف التوحد، ويعيش في أسرة مفككة بعد أن هجر الوالد زوجته وابنه الوحيد، تاركًا الأم تواجه مصاعب الحياة والعمل ورعاية طفلها الذي يحتاج اهتمامًا خاصًا. تنتزعه الظروف من حضن أمه التي تسعى جاهدة لتأمين حياة كريمة له، ليتولى صديق مؤنس والدته رعايته، بينما تكافح جدته من أجله وأمه، في دراما إنسانية تجسد معاناة السوريين تحت وطأة ظروف اجتماعية ضاغطة.

## الممثلون
- منى واصف
- أمل عرفة
- عبد المنعم عمايري
- وفاء موصللي
- أحمد الأحمد
- حلا رجب
- جابر جوخادار
- فايز قزق
- محمد حداقي
- هاني شاهين
- أحمد رافع
- مصطفى مصطفى
- حسن دوبا
- لانا الحلبي
- علا باشا
- يوشع محمود
- فادي حواشي
- لؤي النوري
- ورد عجيب
- إبراهيم عذبة
- مراد انطاكية
- جعفر مصطفى
- تيمار غفير
- شيرازا لوبية
- زيد البيروتي

## الجوائز
- 2024 تونس: الجائزة الثانية في قسم الإنتاج الموازي من مهرجان الإذاعة والتليفزيون العربي.[6]

## روابط خارجية
- مسلسل أغمض عينيك على موقع قاعدة بيانات الأفلام العربية